# Nuoto ai campionati mondiali di nuoto 2023 - 200 metri farfalla maschili
La gara di nuoto dei 200 metri farfalla maschili dei campionati mondiali di nuoto 2023 è stata disputata il 25 e 26 luglio 2023 presso il Marine Messe Fukuoka di Fukuoka. Vi hanno preso parte 38 atleti provenienti da 34 nazioni.
La competizione è stata vinta dal nuotatore francese Léon Marchand, mentre l'argento e il bronzo sono andati rispettivamente al polacco Krzysztof Chmielewski e al giapponese Tomoru Honda.

## Podio
| Posizione | Atleta                | Nazionalità |
| --------- | --------------------- | ----------- |
| Oro       | Léon Marchand         | Francia     |
| Argento   | Krzysztof Chmielewski | Polonia     |
| Bronzo    | Tomoru Honda          | Giappone    |

## Programma
| Data           | Ora (UTC+9) | Turno      |
| -------------- | ----------- | ---------- |
| 25 luglio 2023 | 11:13       | Batterie   |
| 25 luglio 2023 | 21:33       | Semifinali |
| 26 luglio 2023 | 20:53       | Finale     |

## Record
Prima della competizione il record del mondo e il record dei campionati erano i seguenti:
| Record mondiale       | 1'50"34 | Kristóf Milák Ungheria | 21 giugno 2022 Budapest, Ungheria |
| Record dei campionati | 1'50"34 | Kristóf Milák Ungheria | 21 giugno 2022 Budapest, Ungheria |

Nel corso della competizione non sono stati migliorati.

## Risultati

### Batterie
| Pos. | Batteria | Corsia | Atleta                | Nazionalità         | Tempo   | Note             |
| ---- | -------- | ------ | --------------------- | ------------------- | ------- | ---------------- |
| 1    | 5        | 4      | Tomoru Honda          | Giappone            | 1'54"21 | Q                |
| 2    | 3        | 1      | Arbidel González      | Spagna              | 1'54"99 | Q,               |
| 3    | 4        | 6      | Krzysztof Chmielewski | Polonia             | 1'55"02 | Q                |
| 4    | 5        | 2      | Wang Kuan-hung        | Taipei cinese       | 1'55"17 | Q                |
| 5    | 5        | 6      | Alberto Razzetti      | Italia              | 1'55"35 | Q                |
| 6    | 4        | 5      | Carson Foster         | Stati Uniti         | 1'55"36 | Q                |
| 7    | 4        | 4      | Léon Marchand         | Francia             | 1'55"46 | Q                |
| 8    | 5        | 3      | Thomas Heilman        | Stati Uniti         | 1'55"59 | Q                |
| 9    | 3        | 6      | Niu Guangsheng        | Cina                | 1'55"69 | Q                |
| 10   | 4        | 3      | Teppei Morimoto       | Giappone            | 1'55"72 | Q                |
| 11   | 3        | 7      | Denys Kesil           | Ucraina             | 1'55"75 | Q                |
| 12   | 5        | 5      | Noè Ponti             | Svizzera            | 1'55"85 | Q                |
| 13   | 3        | 5      | Ilya Kharun           | Canada              | 1'55"93 | Q                |
| 14   | 3        | 3      | Richárd Márton        | Ungheria            | 1'56"03 | Q                |
| 15   | 3        | 2      | Lewis Clareburt       | Nuova Zelanda       | 1'56"23 | Q                |
| 16   | 5        | 1      | Matthew Temple        | Australia           | 1'56"51 | Q, RIT           |
| 17   | 4        | 2      | Leonardo de Deus      | Brasile             | 1'56"79 | Q                |
| 18   | 5        | 7      | Federico Burdisso     | Italia              | 1'56"86 |                  |
| 19   | 3        | 4      | Chen Juner            | Cina                | 1'56"87 |                  |
| 20   | 4        | 8      | Martin Espernberger   | Austria             | 1'57"36 |                  |
| 21   | 4        | 1      | Moon Seung-woo        | Corea del Sud       | 1'57"79 |                  |
| 22   | 5        | 8      | Héctor Ruvalcaba      | Messico             | 1'57"80 |                  |
| 23   | 5        | 0      | Sajan Prakash         | India               | 1'58"11 |                  |
| 24   | 4        | 7      | Kregor Zirk           | Estonia             | 1'58"69 |                  |
| 25   | 5        | 9      | Yeziel Morales        | Porto Rico          | 1'59"10 |                  |
| 26   | 2        | 4      | Erick Gordillo        | Guatemala           | 1'59"96 |                  |
| 27   | 3        | 9      | Abdalla Nasr          | Egitto              | 2'00"17 |                  |
| 28   | 4        | 0      | Jorge Otaiza          | Venezuela           | 2'01"83 |                  |
| 29   | 3        | 0      | Navaphat Wongcharoen  | Thailandia          | 2'03"05 |                  |
| 30   | 2        | 5      | Richard Nagy          | Slovacchia          | 2'03"33 |                  |
| 31   | 2        | 6      | Simon Bachmann        | Seychelles          | 2'03"57 |                  |
| 32   | 2        | 3      | Diego Balbi           | Perù                | 2'03"61 |                  |
| 33   | 1        | 3      | Raekwon Jibril Noel   | Guyana              | 2'05"65 |                  |
| 34   | 2        | 7      | Gerald Hernández      | Nicaragua           | 2'07"28 |                  |
| 35   | 2        | 1      | Christian Jerome      | Haiti               | 2'08"54 | Record nazionale |
| 36   | 4        | 9      | Nguyễn Duy Khoa Hồ    | Vietnam             | 2'11"47 |                  |
| 37   | 2        | 8      | Ali Haidar            | Kuwait              | 2'13"97 |                  |
| 38   | 1        | 4      | Mohamed Rihan Shiham  | Maldive             | 2'32"93 |                  |
|      | 1        | 5      | James Hendrix         | Guam                | dns     |                  |
|      | 2        | 2      | Salem Sabt            | Emirati Arabi Uniti | dns     |                  |
|      | 3        | 8      | Jaouad Syoud          | Algeria             | dns     |                  |

### Semifinali
| Pos. | Semifinale | Corsia | Atleta                | Nazionalità   | Tempo   | Note |
| ---- | ---------- | ------ | --------------------- | ------------- | ------- | ---- |
| 1    | 1          | 3      | Carson Foster         | Stati Uniti   | 1'53"85 | Q    |
| 2    | 2          | 6      | Léon Marchand         | Francia       | 1'54"21 | Q    |
| 3    | 2          | 1      | Ilya Kharun           | Canada        | 1'54"28 | Q,   |
| 4    | 2          | 5      | Krzysztof Chmielewski | Polonia       | 1'54"36 | Q    |
| 5    | 2          | 4      | Tomoru Honda          | Giappone      | 1'54"43 | Q    |
| 6    | 1          | 1      | Richárd Márton        | Ungheria      | 1'54"54 | Q    |
| 7    | 1          | 6      | Thomas Heilman        | Stati Uniti   | 1'54"57 | Q    |
| 8    | 1          | 5      | Wang Kuan-hung        | Taipei cinese | 1'54"97 | Q    |
| 9    | 2          | 3      | Alberto Razzetti      | Italia        | 1'55"00 |      |
| 10   | 1          | 2      | Teppei Morimoto       | Giappone      | 1'55"36 |      |
| 11   | 1          | 7      | Noè Ponti             | Svizzera      | 1'55"44 |      |
| 12   | 1          | 4      | Arbidel González      | Spagna        | 1'55"61 |      |
| 13   | 2          | 8      | Lewis Clareburt       | Nuova Zelanda | 1'56"44 |      |
| 14   | 2          | 7      | Denys Kesil           | Ucraina       | 1'56"89 |      |
| 15   | 2          | 2      | Niu Guangsheng        | Cina          | 1'57"51 |      |
| 16   | 1          | 8      | Leonardo de Deus      | Brasile       | 1'57"94 |      |

### Finale
| Pos.    | Corsia | Atleta                | Nazionalità   | Tempo   | Note |
| ------- | ------ | --------------------- | ------------- | ------- | ---- |
| Oro     | 5      | Léon Marchand         | Francia       | 1'52"43 |      |
| Argento | 6      | Krzysztof Chmielewski | Polonia       | 1'53"62 |      |
| Bronzo  | 2      | Tomoru Honda          | Giappone      | 1'53"66 |      |
| 4       | 1      | Thomas Heilman        | Stati Uniti   | 1'53"82 |      |
| 4       | 3      | Ilya Kharun           | Canada        | 1'53"82 |      |
| 6       | 4      | Carson Foster         | Stati Uniti   | 1'54"74 |      |
| 7       | 7      | Richárd Márton        | Ungheria      | 1'55"02 |      |
| 8       | 8      | Wang Kuan-hung        | Taipei cinese | 1'55"43 |      |